# Digital Video Broadcasting

Logo DVB-T

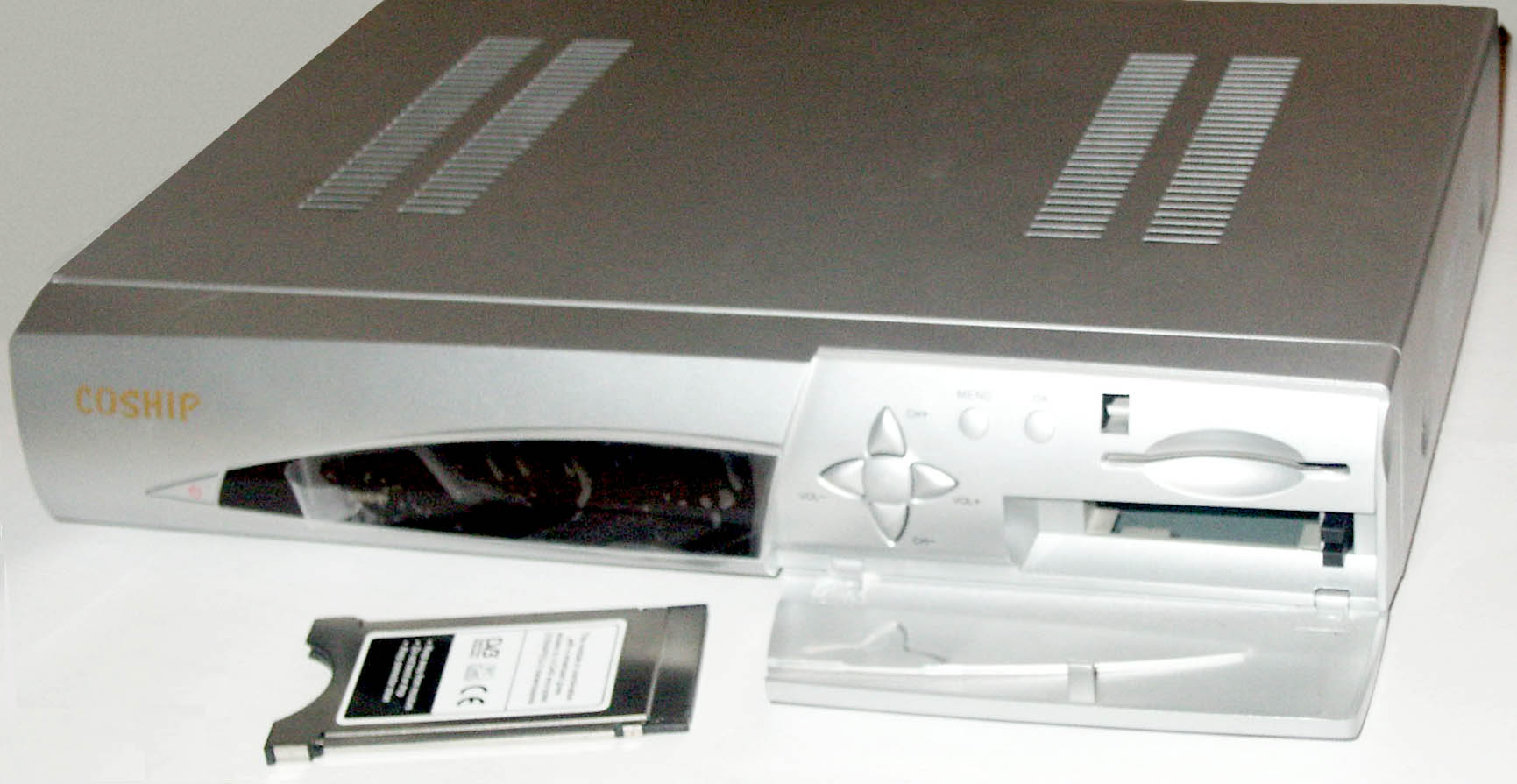
Odbiornik satelitarny DVB

DVB (ang. Digital Video Broadcasting) – zbiór powszechnie akceptowalnych standardów dla telewizji cyfrowej. Standardy DVB są zarządzane przez międzynarodowe konsorcjum składające się z ponad 270 członków i publikowane przez Europejski Instytut Norm Telekomunikacyjnych (ang. European Telecommunications Standards Institute, ETSI), Europejski Komitet Normalizacyjny Elektrotechniki (fr. Comité Européen de Normalisation Electrotechnique, CENELEC) oraz Europejską Unię Nadawców (ang. European Broadcasting Union, EBU).
Charakteryzuje się jakością obrazu i dźwięku porównywalną do zapisu DVD (480/576i), pozwala na interaktywny odbiór, tj. włączenie napisów w różnych językach oraz przełączenia języka ścieżki audio. W standardzie DVB obraz i dźwięk przesyłane są w systemie MPEG-2, tak jak w DVD. Oryginalna rozdzielczość PAL sygnału DVB to 720×576. Obraz może być również kompresowany w standardzie MPEG-4 (H.264).
Niektóre odbiorniki satelitarne DVB obsługują karty SmartCard odblokowujące płatne kanały. Istnieje pakiet kanałów FTA (ang. free-to-air), które każdy może odbierać za darmo.
Użytkownicy telewizji DVB cenią sobie przede wszystkim idealną jakość obrazu – wysoką rozdzielczość i efektywną jakość obrazu w przypadku telewizji HDTV i kolorystykę zgodną z emitowanym oryginałem – oraz wysokiej jakości dźwięk stereo.

## Standardy nośnikowe DVB
Istnieją 4 standardy nośnikowe, głównie różniące się modulacją i częstotliwością nadawania:
- DVB-S, DVB-S2 i DVB-S2X – nadawanie satelitarne
- DVB-T i DVB-T2 – nadawanie naziemne
- DVB-C i DVB-C2 – nadawanie w sieciach kablowych
- DVB-H i DVB-SH – nadawanie naziemne oraz satelitarne dla małych urządzeń przenośnych np. telefonów komórkowych lub palmtopów, stworzony na bazie DVB-T
- DVB-I – można najprościej określić mianem huba lub platformy, która łączy i agreguje przeróżne źródła sygnału wideo. Pozwala na jednoczesne oferowanie widzom w ramach jednej listy kanałów źródeł naziemnych (w tym HbbTV), kablowych i satelitarnych. W ramach jednego EPG można umieszczać kanały naziemne, satelitarne i strumieniowane z poziomu aplikacji VoD treści[1]
- DVB-NIP – wykorzystuje wiele istniejących standardów DVB opartych na protokole IP. Oprócz DVB-I do wykrywania usług i metadanych programów, wykorzystywane są DVB-AVC i DVB-DASH do kodowania i pakowania strumieni audio/video, DVB-MABR do dystrybucji multiemisji oraz DVBGSE do adaptacji warstwy łącza[2].

Obowiązującym w Polsce standardem naziemnej telewizji cyfrowej do niedawna był DVB-T z kodowaniem MPEG4. Od 19 grudnia 2023 roku powszechnym standardem stał się DVB-T2 z kodowaniem HEVC, wyjątkiem jest multipleks 8 oraz kilka multipleksów lokalnych, które pozostały w poprzednim standardzie nadawania.
Europejski Instytut Norm Telekomunikacyjnych (ETSI), Europejski Komitet Normalizacyjny Elektrotechniki (CENELEC) i Europejska Unia Nadawców (EBU) utworzyły wspólny komitet techniczny do opracowania rodziny standardów DVB.
Opublikowane standardy i specyfikacje DVB są udostępniane bezpłatnie przez ETSI za pośrednictwem Internetu.